# 뱅고어 시티 FC
뱅고어 시티 FC(Bangor City F.C.)는 웨일스 귀네드에 위치한 뱅고어를 연고로 하는 프로 축구팀이다. 이 팀은 1876년에 창단되었으며, 현재 웨일스 프리미어리그에 출전하고 있다.

## 역대 감독
| 감독          | 임기        |
| ------------- | ----------- |
| 나이젤 앳킨스 | 1993 ~ 1996 |
| 그레엄 샤프   | 1997 ~ 1998 |